# 柏翠里
25°02′14″N 121°28′42″E / 25.037278°N 121.4784668°E
柏翠里為台灣新北市板橋區轄下之一里，面積約0.5191平方公里。昔時江子翠地區，該里於1980年2月1日由松翠里分出。里內有資訊公園在文化路與長江路口（華江橋頭），公園內有花台、噴泉等。 